# Salto de Agua kommun
Salto de Agua är en kommun i Mexiko.   Den ligger i delstaten Chiapas, i den sydöstra delen av landet, 800 km öster om huvudstaden Mexico City.
Följande samhällen finns i Salto de Agua:
- Salto de Agua
- Belisario Domínguez
- Río Jordán
- Jerusalén
- Estrella de Belén
- Arroyo Palenque
- Cenobio Aguilar
- El Progreso
- Suclumpa
- Francisco I. Madero
- Vicente Guerrero
- Tioquipa el Bascán
- Los Luceros 2da. Sección
- Nazareth
- El Bascán
- Adolfo Ruiz Cortínes
- Tientiul Grande 2da. Sección
- Río Tulija
- Chuchuclumil
- El Tortuguero 1ra. Sección
- El Toro
- Santa Lucía 2da. Sección
- Arroyo el Encanto 1ra. Sección
- América Libre
- Agua Blanca
- Potioja 2da. Sección
- Nuevo Mundo
- Trapiche
- Lote Ocho
- Lázaro Cárdenas
- El Zapote 1ra. Sección
- Pueblo Nuevo
- Las Palmas
- Teanijá
- José María Pino Suárez
- San Agustín
- Nueva Preciosa
- La Conformidad
- Nuevo Berlín
- Las Colmenas
- Paso Naranjo 1ra. Sección
- Independencia
- Nueva Esperanza
- Agua Clara
- Lomas de Venado
- Ignacio Allende
- San Andrés
- San Juan Bartolomé
- José María Morelos y Pavón
- Primero de Enero
- Arroyo Agua Azul
- El Corozo
- Dos Arroyos 2da. Sección
- Nuevo Joshil
- Doctor Manuel Velasco Suárez
- Dos Ríos
- El Rubí Tulija
- La Concordia
- Tierra y Libertad
- Generación Noventa y Cinco
- El Faro
- Tientiul Grande 1ra. Sección
- Poza Azul
- Jesús Nazareno
- San Javier López Moreno
- Las Vegas
- San Miguel Tulija
- Vicente Guerrero
- Palma Tulijá
- El Retiro
- Emiliano Zapata
- Mi Patria es Primero
- Xuya-Ha
- Jatleol
- La Flor de Bascán
- Ach'Lum Maya
- La Providencia
- Chapayal
- Yaxschá
- San José Sivalchen
- San Francisco no te Dije
- Dos Arroyos 1ra. Sección
- Delicias las Flores 2da. Sección
- Emiliano Zapata
- Recuerdo Ixtelja
- La Granja
- Cacateel
- Miguel Hidalgo Dos
- Nueva Palestina
- Lindavista
- Yixhtié
- San Rafael